# Burgas
Burgas (bolgarsko Бургас) je glavno mesto istoimenske oblasti v jugovzhodni Bolgariji in četrto največje mesto v državi z okoli 200.000 prebivalci (za Sofijo, Plovdivom in Varno). Je drugo najpomembnejše pristanišče na bolgarski obali Črnega morja.
Leta 2011 je mesto imelo 193.564 prebivalcev.